# Zmije
Zmije (Viperinae) je podčeleď hadů z čeledi zmijovití (Viperidae), rozšířených v Evropě, Asii a Africe, kromě Madagaskaru. Většina z nich jsou druhy tropické nebo subtropické. Nejseverněji rozšířený druh, zmije obecná (Vipera berus), se vyskytuje i na území Česka a je rozšířena až po polární kruh.

## Poznámka ke jménu
V řadě balkánských slovanských jazyků (např. srbština, bulharština, chorvatština) znamená slovo zmije prostě jakéhokoliv hada. Zmej je pak mytologická bytost.

## Taxonomické členění
- Podčeleď: zmije (Viperinae) – 12 rodů, 70 druhů (a další poddruhy)
  - Rod: Adenorhinos – bez českého ekvivalentu, 1 druh
  - Rod: Atheris – bez českého ekvivalentu, 8 druhů
    - zmije Nitscheova (Atheris nitschei)
    - ateris ježatý (Atheris squamigera) – zmije stromová

  - Rod: Bitis – bez českého ekvivalentu, 14 druhů
    - zmije útočná (Bitis arietans)
    - zmije zakrslá (Bitis peringueyi)
    - zmije nosorohá (Bitis nasicornis) – zmije pobřežní
    - zmije pouštní (Bitis caudalis)
    - zmije gabunská (Bitis gabonica)

  - Rod: Cerastes – bez českého ekvivalentu, 4 druhy
    - zmije rohatá (Cerastes cerastes)
    - zmije Gasperettiho (Cerastes gasperettii)
    - zmije písečná (Cerastes vipera)
    - (Cerastes boehmei) – bez českého ekvivalentu

  - Rod: Daboia – bez českého ekvivalentu, 1 druh
    - zmije řetízková (Daboia russelli)

  - Rod: Echis – bez českého ekvivalentu, 8 druhů
    - zmije paví (Echis carinatus)

  - Rod: Eristicophis – bez českého ekvivalentu, 1 druh
  - Rod: Macrovipera – bez českého ekvivalentu, 4 druhy
    - zmije levantská (Macrovipera lebetina)

  - Rod: Montatheris – bez českého ekvivalentu, 1 druh
  - Rod: Proatheris – bez českého ekvivalentu, 1 druh
  - Rod: Pseudocerastes – bez českého ekvivalentu, 4 druhy
  - Rod: Vipera – bez českého ekvivalentu, 23 druhů
    - zmije obecná (Vipera berus) – vyskytuje se v Česku
    - zmije Latasteova (Vipera latastei)
    - zmije menší (Vipera ursinii)
    - zmije růžkatá (Vipera ammodytes)
    - zmije skvrnitá (Vipera aspis)